# Batman: Arkham Asylum (montaña rusa)
Shadows of Arkham es una montaña rusa invertida situada en el Parque Warner Madrid, en San Martín de la Vega, en la Comunidad de Madrid, España. En el parque se encuentra en el área temática DC Super Heroes World. Hasta el año 2016 su nombre fue "Batman, la fuga", el cambio por Batman: Arkham Asylum se produjo a inicios de la temporada 2017 debido a la inclusión de gafas de realidad virtual durante el recorrido y una leve retematización de las colas de espera. Finalmente en 2023 pasó a llamarse Shadows of Arkham, debido a la inauguración de la nueva Batman Gotham City Escape.

## Descripción
Este modelo de montaña rusa lo diseñó Bolliger & Mabillard en 1992, creando la primera montaña rusa invertida de la historia. Fue comprada por Six Flags por más de 6 millones de euros.
La atracción está tematizada con el personaje de Batman y se accede a ella a través del lugar ficticio de villanos de Arkham.
Se recorren un loop, un zero-g roll, un loop de nuevo y dos corkscrew, con un total de cinco inversiones.
Durante los años 2017-2020 la atracción daba al visitante la posibilidad de realizar el recorrido utilizando gafas de realidad virtual y visualizando un vídeo temático sincronizado con los movimientos de la montaña rusa. Fue la primera montaña rusa de España en incorporar esta tecnología. Esta opción fue elimina en 2020 por razones higiénicas debido a la pandemia del COVID-19. Desde entonces la atracción ha mantenido su nuevo nombre pero ya no existe la opción de montar en ella con las gafas de realidad virtual.